# الحانث بالعهد
الحانث بالعهد هي الحلقة الثالثة من الموسم السادس من الخيال التلفزيون سلسلة صراع العروش، والحلقة رقم 53 عموما. وقد كتب الحلقة كلٌ من ديفيد بينيوف ودي. بي. وايس وأخرجها دانيال ساخيم في أول إخراج له في السلسلة.
تم بث الحلقة يوم 8 مايو 2016.

## ملخص الحلقة
عدَ عودَة (جون سنو) إلى منصِبه في حَرس الليل، يقوم بإعدام (أليسر ثورن) و(أولي) وبقيّة الأفراد المُشاركين في طَعنِه، ثُم يستقيل من منصِبه ويتحرّر من قَسَمِه ويُعلِن أنّ (إد) هو القائد. على مَتنِ أحد القوارِب، هناك (سام) الذاهِب إلى المدينة القديمة ليتدرّب ليكون مايستر، ويُعلِن عن رغبَتِه بترك (جيلي) وطِفلها مع عائِلَته في هورن هيل ويذهب لوحدِه. أمّا بران وفي إحدى رؤاه، يرى والِده في مشهدٍ من الماضي يُقاتِل السير (آرثر داين) قُربَ بُرج البهجة. وفي ينترفيل، يطلُب اللورد (أومبر) المساعدة من (رامزي) والتحالُف للحماية من الهمج الذين يتقدّمون نحو الجنوب بسرعة، ويُقدّم له ريكون ستارك) و(أوشا) مع رأس الذئب الرهيب كهديّة. في كينغز لاندينغ، يتحاور الملك (تومين) مع الدوريّ الأعلى ويدسّ ذلك الأخير ألاعيبَه بعقل الملك، في حين أن (سيرسي) و(جايمي) يُحاوِلان الانضمام للمجلس الصغير إلا أنّهما غير مرحّب بهما. وفي القارّة الأخرى في إيسوس في مدينة فايس دوثراك، توضَع (دنيرس) في معبَد دوش خالين وهو السَكن الذي يَسكُنّ فيه زوجات الكال. في حين أن (فاريس) يكتشف أن أسياد أصطابور ويونيكاي وفولانتيس هم من يُموّلون أبناء الهاربي. أمّا تدريبات (آريا) مازالت مُستمرة، وقد عاد إليها بصرها.

## روابط خارجية
- الحانث بالعهد على موقع IMDb (الإنجليزية)
- الحانث بالعهد على موقع ميتاكريتيك (الإنجليزية)
- الحانث بالعهد على موقع أول موفي (الإنجليزية)